# 附器
附器是指從軀體突出的部份，或任何生物的身體部份的自然伸延部份，如脊椎動物的四肢。
無脊椎動物生物學的範疇中，附器是一個一般詞彙，意指從任何體節伸延出來的同源身體部份。
這些部份包括觸角，口器－包括上顎，下顎and 顎足），翅膀， 鞘翅，鰓，甲殼類的步足 （pereiopods）, 游泳足（腹肢）（pleopods），性器官（生殖肢）（gonopods）及部份尾部（尾足）（uropods）；通常每個體節都有一對附器。
附器的類型可以分為每個附器只有一連串肢節的單肢型（uniramous），如昆蟲和蜈蚣；每個附器分成兩條的雙肢型（biramous），許多甲殼類均屬此種；也有附器分成三條的三肢型（triramous）。
所有節肢類動物的附體都是從同一基本結構演化而來（同源），而製造和控制結構的是「同源盒基因」（en:homeobox genes｜homeobox genes）。科學家改變這些基因，從而製造出附器有變異（如在頭上長觸角處長出腿）的動物（主要為黑腹果蠅）。